# Natalicio Talavera
Natalicio Talavera é uma cidade do Paraguai, Departamento Guairá.

## Transporte
O município de Natalicio Talavera é servido pelas seguintes rodovias:
- Caminho de pavimento ligando a cidade de Mbocayaty del Guairá ao município de Coronel Oviedo (Departamento de Caaguazú).
- Caminho em terra ligando a cidade ao município de Independencia
- Caminho em terra ligando a cidade ao município de Doctor Botrell[1][2][3]